# Ålsjön (Vena socken, Småland)
Ålsjön är en sjö i Hultsfreds kommun i Småland och ingår i Viråns huvudavrinningsområde. Sjön är 8 meter djup, har en yta på 0,105 kvadratkilometer och befinner sig 98,8 meter över havet. Sjön avvattnas av vattendraget Rosebäck.

## Delavrinningsområde
Ålsjön ingår i det delavrinningsområde (637678-151427) som SMHI kallar för Mynnar i Virån. Medelhöjden är 114 meter över havet och ytan är 25,84 kvadratkilometer. Det finns inga avrinningsområden uppströms utan avrinningsområdet är högsta punkten. Rosebäck som avvattnar avrinningsområdet har biflödesordning 2, vilket innebär att vattnet flödar genom totalt 2 vattendrag innan det når havet efter 49 kilometer. Avrinningsområdet består mestadels av skog (71 %) och jordbruk (18 %). Avrinningsområdet har 0,83 kvadratkilometer vattenytor vilket ger det en sjöprocent på 3,2 %.